# Культура Лаоса

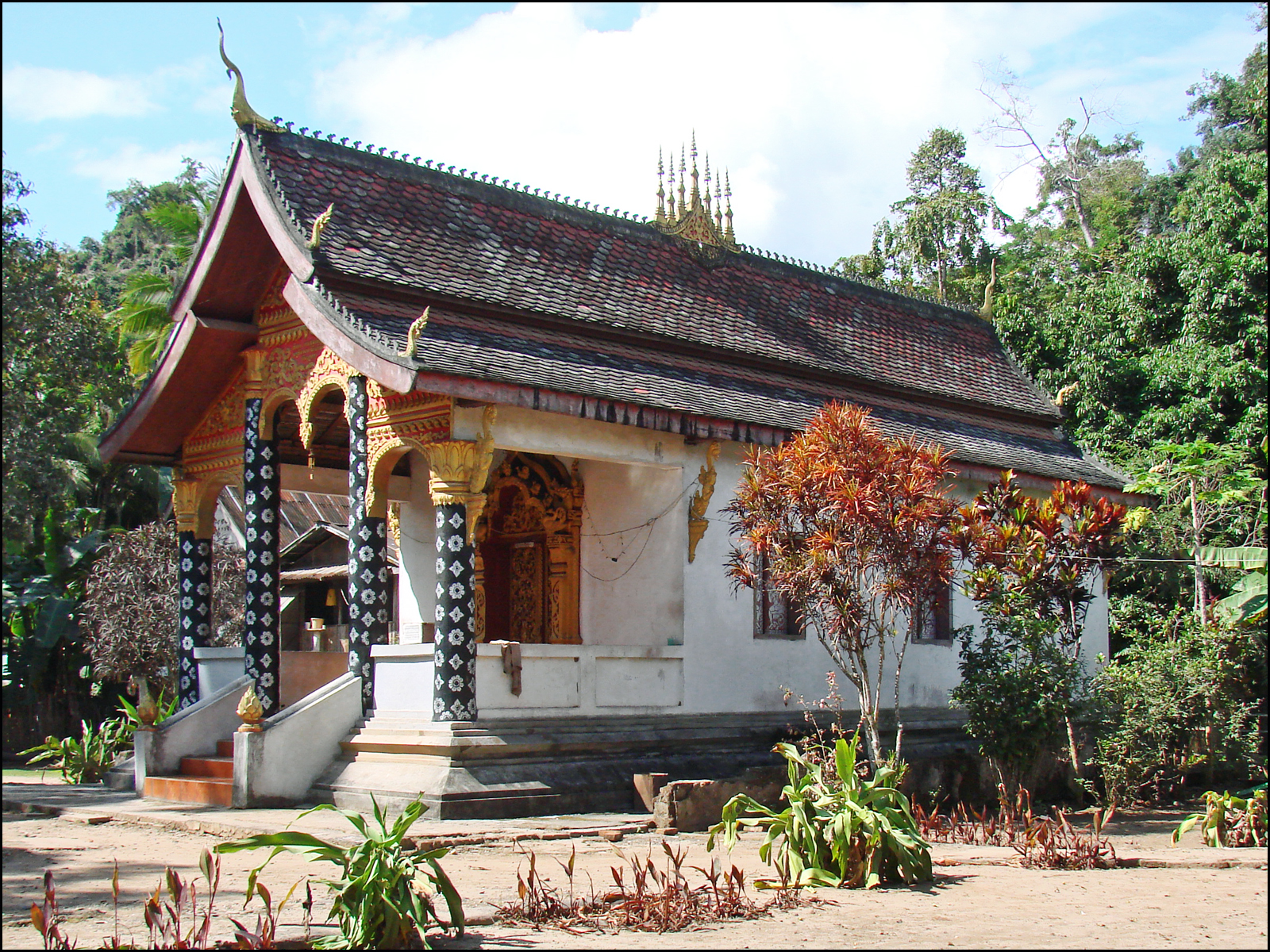
Деревенская пагода, Лаос.

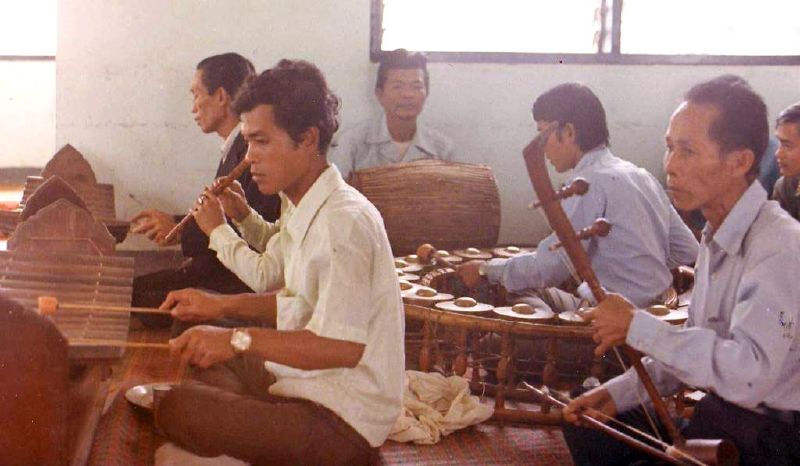
Лаосские музыканты, исполняющие музыкальный ритуал Байси.

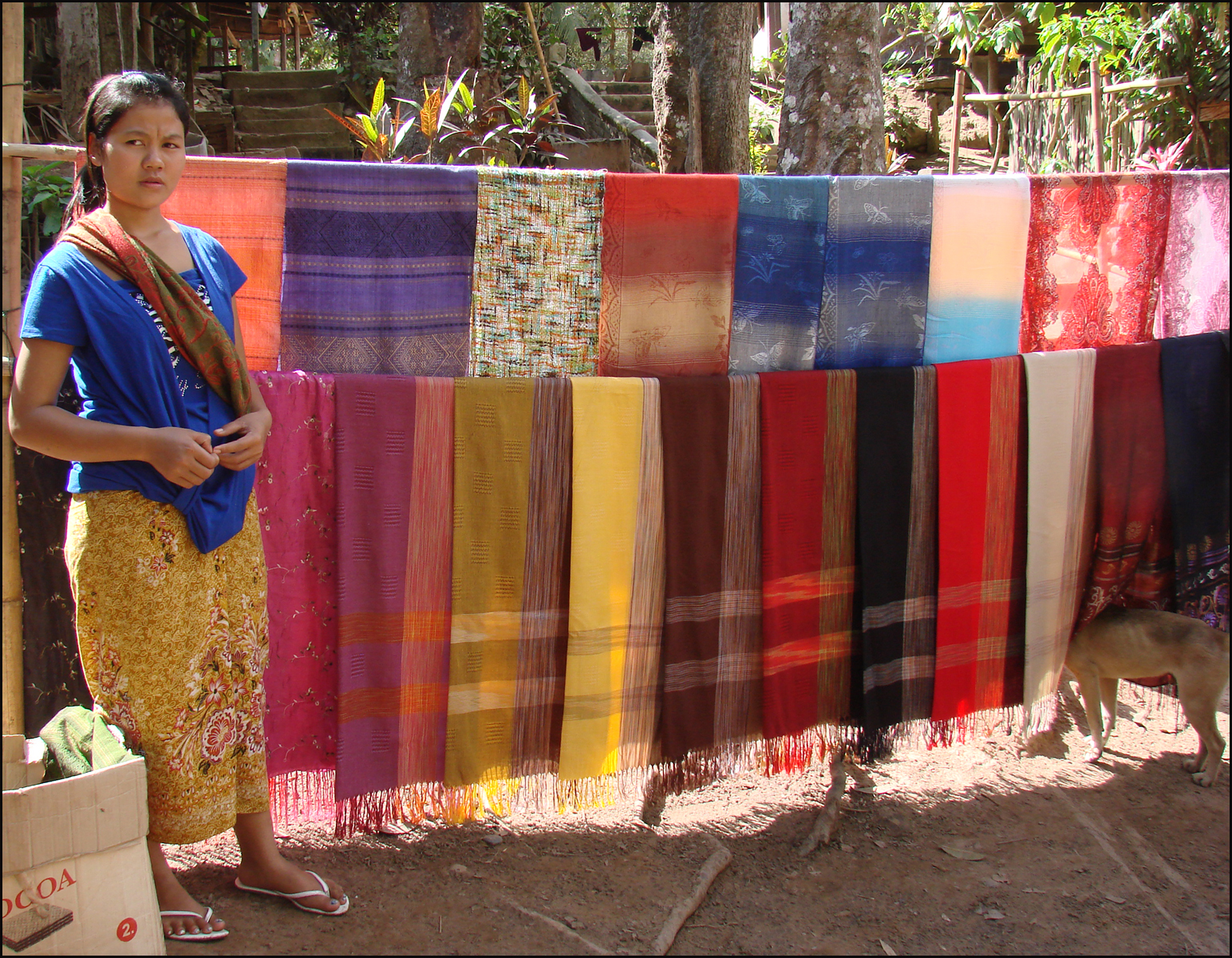
Национальная одежда лаосцев, снимок в деревне Пак Оу.

Лаос обладает древней самобытной культурой, которая складывалась под большим влиянием буддизма ветви Тхеравада. Многие старые культурные традиции до сих пор бытуют в обычаях и нравах народностей и этнических групп Лаоса. На территории Лаоса находятся 2 объекта, занесённых в список всемирного наследия ЮНЕСКО — Луангпхабанг и Ват-Пху, и 2 кандидата на внесение в список Всемирного наследия — Долина Кувшинов и Великая гробница во Вьентьяне.
Руководство страны придёт большое значение сохранению национального культурного наследия, особенно древних буддийских храмов, на содержание которых выделяются значительные средства.
В Лаосе отмечается большое количество национальных праздников и проводится ряд культурных фестивалей, важнейшим из которых является ежегодный фестиваль «Бун Пха Вет». Это двухдневный буддийский фестиваль, который проходит в январе или феврале, в зависимости от лунного цикла. Во время празднеств буддийские монахи читают Maha Wetsandon Chadok («Великую проповедь рождения»).
В отличие от большинства стран, до недавнего времени Лаос не имел законодательства об авторском праве. Подготовлен проект национального закона об охране интеллектуальной собственности. Кроме того, в Лаосе действует закон о товарных знаках.